# Polypaecilum pisci
Polypaecilum pisci är en svampart som beskrevs av A.D. Hocking & Pitt 1985. Polypaecilum pisci ingår i släktet Polypaecilum och familjen Thermoascaceae.   Inga underarter finns listade i Catalogue of Life.